# Cala Nau
Cala Nau (kastilisch Cala Nao) ist eine kleine Badebucht im Osten der Baleareninsel Mallorca. Sie befindet sich im östlichen Teil des Gemeindegebietes von Sant Llorenç des Cardassar.

## Lage und Beschreibung

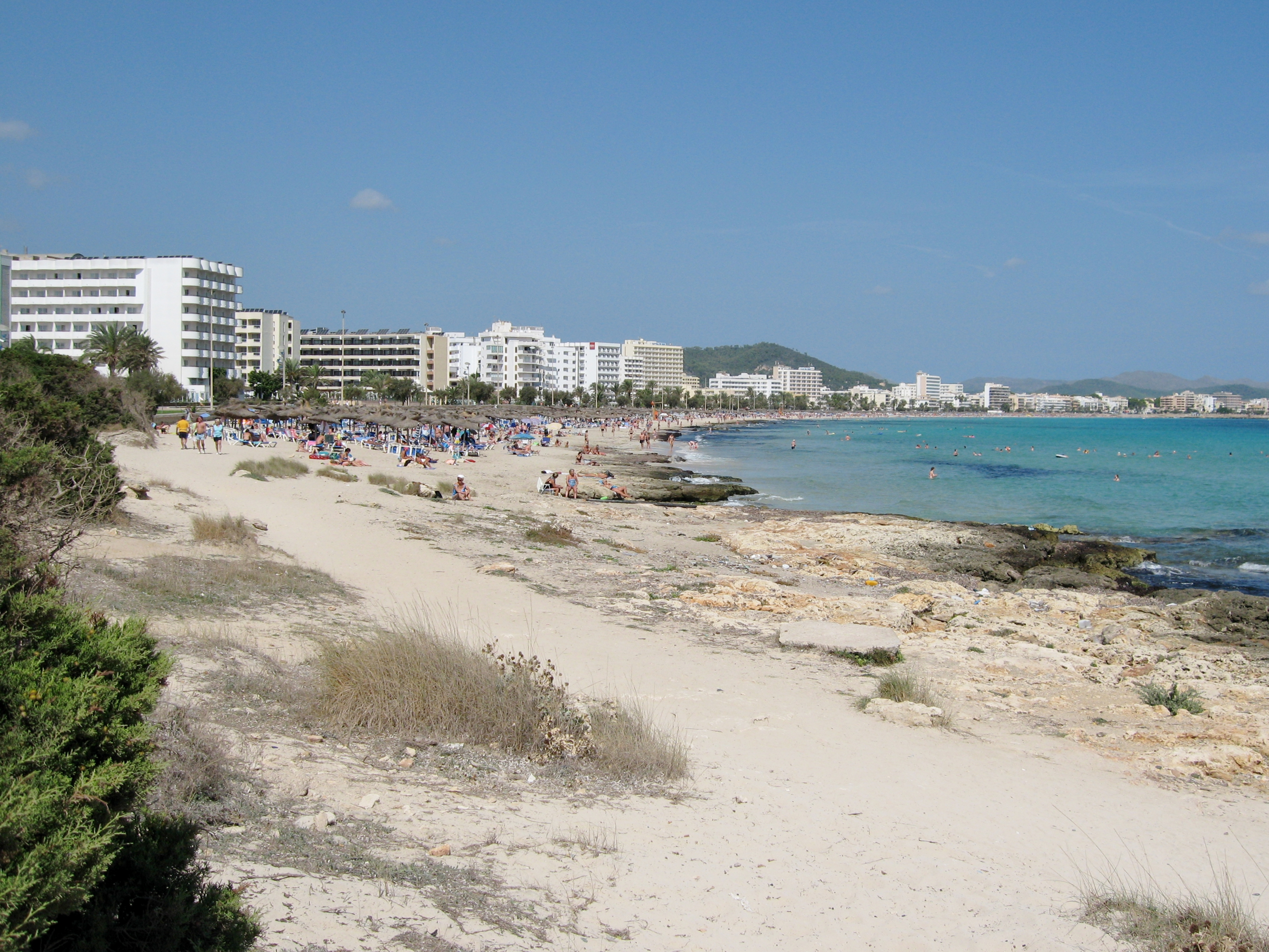
Cala Nau

Der Strand der Cala Nau gehört zum 1.800 Meter langen Strand von Cala Millor und ist die südliche Verlängerung des Platja de Sant Llorenç. Die Strände Platja de Sant Llorenç und Platja de Cala Nau gehen etwa auf Höhe der Straße Carrer de Borneo ineinander über. Die Küstenlinie schwenkt hier nach Osten zum offenen Meer und bildet die naturbelassene Halbinsel Punta de n’Amer, ein Naturschutzgebiet. Trotz täglicher Säuberung des Strandes kann es an den südöstlich angrenzenden Felsen der Halbinsel zu Seegrasablagerungen kommen.
Die Promenade des Touristenortes Cala Millor, die Passeig de la Mar, reicht bis zur Cala Nau. Hinter der Strandpromenade befinden sich mehrstöckige Hotelbauten. In der Saison werden am Strand Liegen und Sonnenschirme verliehen. Von der Cala Nau führt ein Wanderweg auf die Halbinsel Punta de n’Amer zum dortigen Castell aus dem 17. Jahrhundert.

## Zugang
Am südlichen Ende von Cala Millor Richtung Sa Coma befinden sich ausgeschilderte Parkplätze.

## Belege
- Karte: Cala Millor, Mallorca 2008 – 2009